# Herbstspinnen
Die Herbstspinnen (Metellina) sind eine Gattung aus der Familie der Streckerspinnen (Tetragnathidae) und umfassen 15 Arten. (Stand: Juni 2020)
Herbstspinnen bauen Radnetze mit offener Nabe, in der sich die Spinne aufhält. Die Arten dieser Gattung haben einen mehr oder weniger lang gestreckten Hinterleib mit auffälliger gelblich-rötlicher Zeichnung. 

## Verbreitung
In Mitteleuropa sehr häufig und verbreitet ist die Herbstspinne (Metellina segmentata). Die Herbstspinne besiedelt nahezu alle mäßig feuchten Habitate des Flachlandes außerhalb der Städte. 
Weniger häufig ist Metellina mengei, vorwiegend in Fichtenforsten und auch im Hügelland (collin bis montan) im Frühjahr/Frühsommer anzutreffen. Sehr selten aber weit verbreitet ist Metellina merianae. Sie kommt fast ausschließlich in Höhlen, Kellern oder Ritzen von Felsen und Mauern in der Nähe von Bächen vor. Sie bevorzugt eine hohe Luftfeuchtigkeit und ist vorwiegend im Frühjahr anzutreffen. Ihr Netz ist exzentrisch geformt und weist im unteren Teil mehr Fangfäden als im oberen Teil auf. Es wird auch über Gewässern und in Eingängen verlassener Dachsbaue aufgehängt. Färbung und Zeichnung des Hinterleibes sind variabel und daher keine sicheren Bestimmungsmerkmale.

## Systematik
Sie wurde früher zur Gattung Meta gerechnet. Metidae war früher auch ein Familienname unter dem sie geführt wurden. Teilweise werden sie als Unterfamilie der Streckerspinnen betrachtet. 
Der World Spider Catalog listet für die Herbstspinnen aktuell 15 Arten. (Stand: Juni 2020)
- Metellina barreti (Kulczyński, 1899) – Madeira
- Metellina curtisi (McCook, 1894) – Nordamerika
- Metellina gertschi (Lessert, 1938) – Demokratische Republik Kongo
- Metellina haddadi Marusik & Larsen, 2018 – Südafrika
- Metellina kirgisica (Bakhvalov, 1974) – Zentralasien
- Metellina longipalpis (Pavesi, 1883) – Äthiopien
- Metellina mengei (Blackwall, 1869) – Europa bis Georgien
- Metellina merianae (Scopoli, 1763) – Europa bis Georgien
- Metellina merianopsis (Tullgren, 1910) – Tansania
- Metellina mimetoides Chamberlin & Ivie, 1941 – Nordamerika
- Metellina minima Denis, 1953 – Kanarische Inseln
- Metellina orientalis (Spassky, 1932) – Zentralasien
- Metellina ornata (Chikuni, 1955) Ostsibirien, China, Korea, Japan
- Metellina segmentata (Clerck, 1757) – Paläarktis und eingeführt in Kanada
- Metellina villiersi (Denis, 1955) – Guinea